# 塩川忠巳
塩川 忠巳（しおかわ ただみ、1917年（大正6年）2月1日 - 2017年（平成29年）4月6日）は、昭和から平成初期の政治家。長野県小諸市長。

## 来歴
長野県北佐久郡南大井村（現小諸市）で、塩川敬次郎、かめじ の長男として生まれた。長野県北佐久農学校（現長野県北佐久農業高等学校）卒業。1940年（昭和15年）北佐久郡農会技手、1946年（昭和21年）南大井村役場書記となり、1948年（昭和23年）同収入役に就任。小諸市発足後、農林課長、会計課長、総務課長、水道部長経て、1969年（昭和44年）市消防長、1972年（昭和47年）市助役、1973年（昭和48年）土地開発公社常務理事併任などを歴任した。
1976年（昭和51年）4月、小諸市長選挙で当選し、1996年（平成8年）4月まで5期務めて引退した。その他、全国市長会評議員、長野県市長会長、長野県市町村振興協会理事長を務めた。

## 栄典
- 1996年（平成8年）勲四等旭日小綬章[3]
- 1998年（平成10年）小諸市名誉市民[5]